# NGC 3497
NGC 3497 (NGC 3525, NGC 3528) é uma galáxia lenticular (S0) localizada na direcção da constelação de Crater. Possui uma declinação de -19° 28' 17" e uma ascensão recta de 11 horas, 07 minutos e 18,1 segundos.
A galáxia NGC 3497 foi descoberta em 8 de Março de 1790 por William Herschel.